# 齐格·杜古马
齐格·杜古马（Tsige Duguma，2001年2月23日—），埃塞俄比亚女子田径运动员，主攻400米和800米赛跑，2017年非洲U20田径锦标赛女子200米银牌得主、2024年世界室内田径锦标赛女子800米金牌得主。